# Kujawski Klub Wioślarski we Włocławku

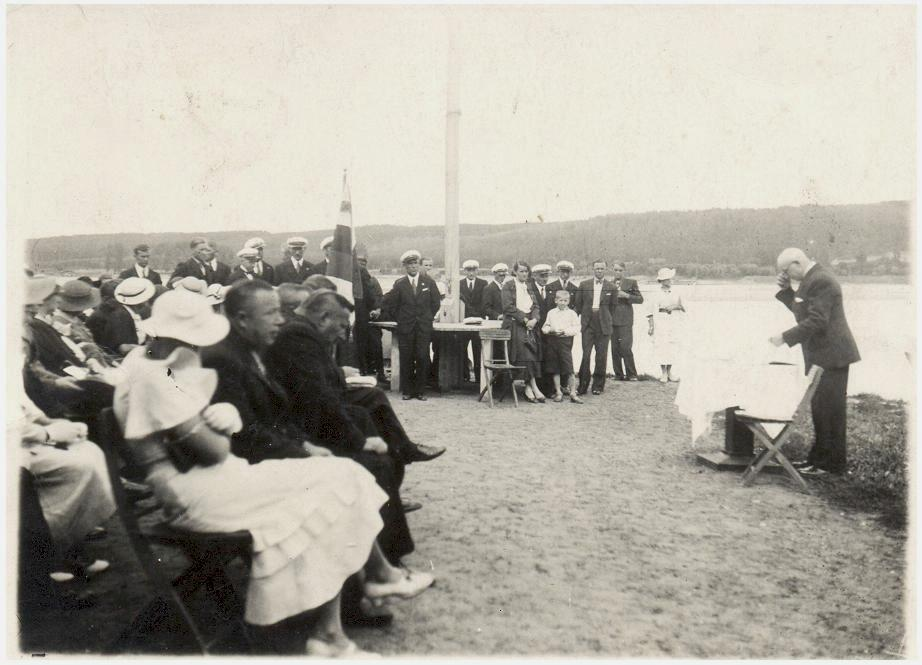
Zebranie członków, lata 30. XX w.

Kujawski Klub Wioślarski (powojenna nazwa: Kujawski Klub Wioślarsko-Rzemieślniczy) – jednosekcyjny klub wioślarski, założony we Włocławku w 1930 roku. Członek Polskiego Związku Towarzystw Wioślarskich od 1931. Rozwiązany w 1949 roku.

## Historia

### Okres dwudziestolecia międzywojennego
Założycielami Kujawskiego Klubu Wioślarskiego byli: A. Stanisław, E. Byliński, L. Kozłowski, S. Ratkowski, T. Wielicki oraz S. Piotrowski. Klub był organizacją zrzeszająca członków narodowości polskiej – głównie rzemieślników. Formalną datą jego powstania był 24 maja 1930 roku, gdy uchwalony przez zgromadzenie założycielskie statut został zatwierdzony przez Warszawski Urząd Wojewódzki. Pierwszym prezesem został Franciszek Konwicki – ówczesny Prezydent Izby Rzemieślniczej we Włocławku. Początkowo klub mieścił się w siedzibie tej Izby (przy ul. Kaliskiej 1), później wybudował własną przystań nad Wisłą, przy ul. Piwnej. 
Członkowie klubu działalność wyczynową prowadzili w umiarkowanym zakresie. W rywalizacji sportowej PZTW uczestniczyli wprawdzie już od 1931, odbywało się to jednak z przerwami i jedynie w roku 1937 KKW uplasował się w pierwszej połowie klasyfikacji klubów wioślarskich (18 miejsce na 41 sklasyfikowanych klubów). Nawet w tym okresie głównym kierunkiem działalności KKW była jednakże turystyka wioślarska – w 1938 roku na 94 członków klubu, jedynie 17 trenowało w sekcji wyczynowej. 
Działania wojenne wstrzymały działalność klubu. W czasie okupacji Polacy nie mogli uprawiać żadnych sportów.

### Działalności powojenna
Po II wojnie klub na krótki okres wznowił działalność, przyjmując nazwę: „Kujawski Klub Wioślarsko-Rzemieślniczy”. Zakończył ją ostatecznie w roku 1949.  

## Wyniki sportowe
W rywalizacji sportowej PZTW klub uczestniczył od roku 1930. W dwudziestoleciu międzywojennym, w poszczególnych latach uzyskał następujące wyniki w klasyfikacji klubowej (dane według tabel punktacyjnych PZTW za poszczególne lata - podane zostało miejsce i ilość klubów, które zdobyły w regatach punkty i oficjalnie je sklasyfikowano):
- w 1931 - 21 miejsce  na 27 klubów[7],
- w 1932 i 1933 – nie klasyfikowany[8][9],
- w 1934 – 26 miejsce  na 41 klubów[10],
- w 1935 – 27 miejsce na 46 klubów[11],
- w 1936 – 35 miejsce  na 42 kluby[12],
- w 1937 – 18 miejsce na 41 klubów[13],
- w 1938 – 24 miejsce  na 44 kluby[14],
- w 1939 – 36 miejsce  na 36 klubów[15].

W poszczególnych latach wiele klubów w rywalizacji tej nie uczestniczyło lub nie zdołało zdobyć punktów.

## Galeria zdjęć

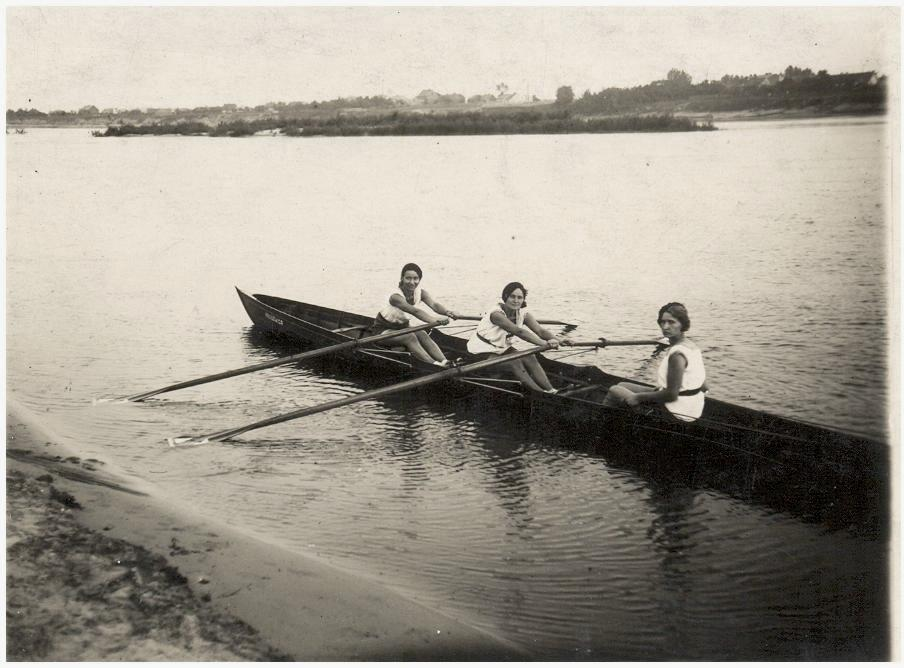
Zawodniczki na dwójce klepkowej ze sterniczką.
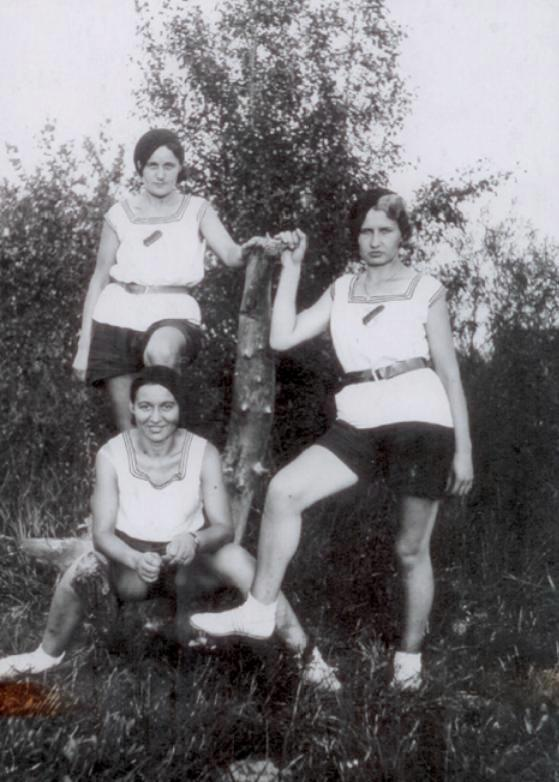
Wioślarki KKW, lata 30.
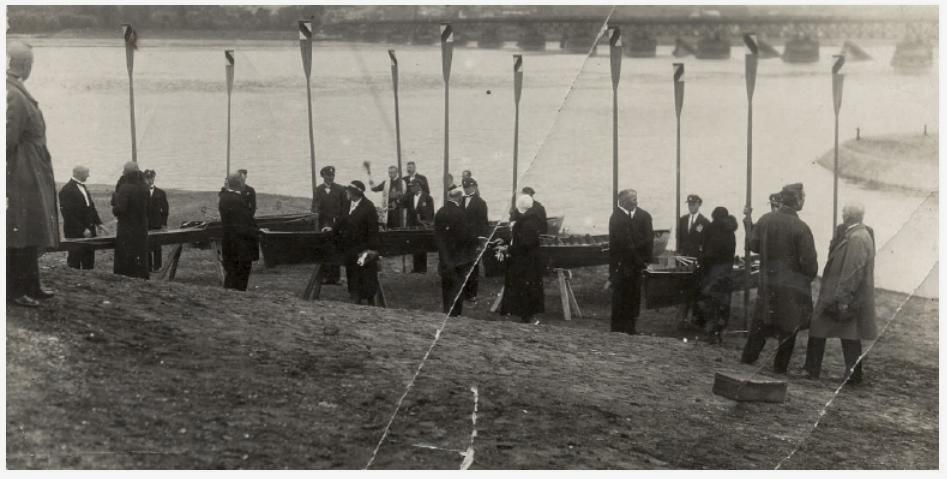
Chrzest łodzi, lata 30.
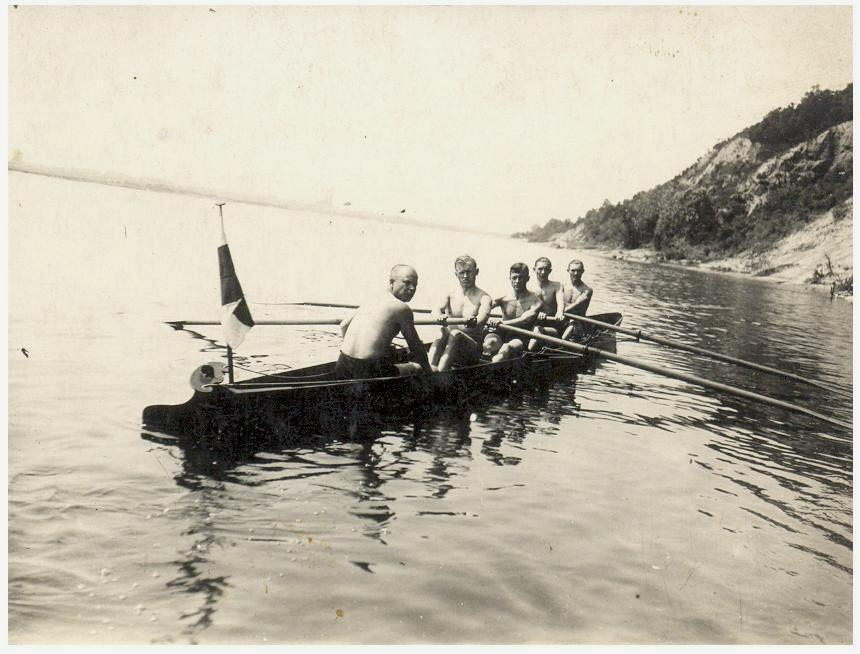
Męska czwórka ze sternikiem.